# Мейер, Расс

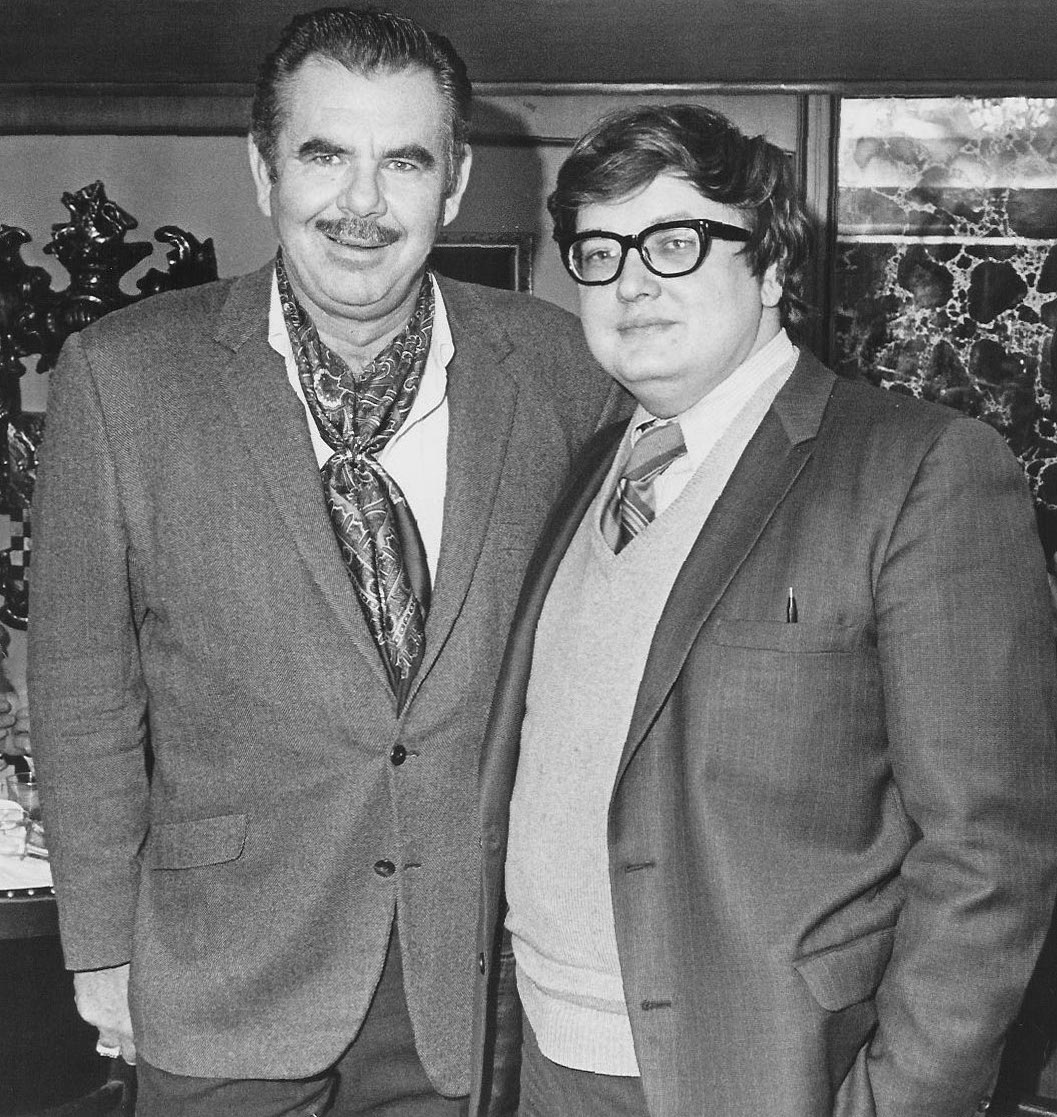
Расс Мейер (слева) и Роджер Эберт в 1970 году.

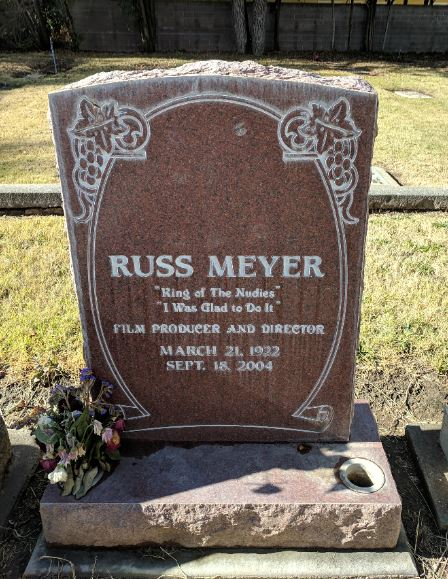
Надгробие американского режиссёра Раса Мейера, расположенное на Стоктонском кладбище в округе Сан-Хоакин в штате Калифорния, США.

Рассел Альбион (Расс) Мейер (англ. Russell Albion 'Russ' Meyer 21 марта 1922 — 18 сентября 2004) — американский режиссёр, сценарист, оператор, продюсер, актёр и фотограф.

## Биография
Родился в Сан-Леандро, Калифорния, в семье Лидии Люсинды (Хаук) и Уильяма Артура Мейера, полицейского Окленда и медсестры. Оба родителя были немецкого происхождения. Родители развелись вскоре после его рождения, и он не имел практически никаких контактов со своим отцом в течение своей жизни.
Первые любительские киноработы сняты им в возрасте 15 лет, об этом известно, поскольку он выиграл школьный конкурс.
Расс Мейер был участником Второй мировой войны, воевал в Армии США в качестве фронтового кинооператора. Многие его работы во время Второй мировой войны можно увидеть в кинохрониках и в фильме «Паттон» (1970).
После демобилизации работал фотографом. Он стал одним из первых штатных фотографов журнала Playboy.
В 1952 году женился на будущем продюсере своих картин Эвелин Тёрнер (известна как Ив Мейер).
Этот брак распался в 1969 году. В 1970—1975 годах состоял в браке с американской актрисой Иди Уильямс.

## Творчество
Первый его полнометражный фильм «Аморальный мистер Тис» (англ. The Immoral Mr. Teas, 1959) приносит более миллиона долларов в прокате. Это позволило стать ему одним из первых в истории независимых кинорежиссёров. В последующие годы, реализуя свои творческие замыслы, он зарекомендовал себя как «король обнажённых натур».
Следующими его работами стали «Эротика» (1961) и «Дикие девочки с голого Запада» (1962). Он снял документальный фильм «Неприкрытая Европа» (1963) и комедию «Небесные тела!» (1963).
Важными вехами его творчества по праву считаются ленты «Мочи, мочи их, киска!» (англ. Faster, Pussycat! Kill! Kill!), а также «Безумные мотоциклисты» (англ. Motor  Psycho).
Постоянным соавтором Мейера с конца 60-х годов становится американский кинокритик Роджер Эберт. Он написал сценарии трех картин, в том числе «За пределами долины кукол».
Он является во многих случаях одновременно режиссёром и оператором своих картин, а также и распространял все свои собственные фильмы. Он мог финансировать каждый новый фильм за счет доходов от предыдущих и в процессе этого разбогател. При этом он принципиально практически не использовал «движущуюся камеру», снимая со статических точек и добивался эффекта движения использованием трансфокатора.
Творчество Расса Мейера часто обсуждается в контексте BDSM, психоанализа и феминизма. В США широко дискутировался вопрос, являются ли его героини, часто жестко доминирующие над мужчинами, символом превосходства «слабого» пола над «сильным».
18 сентября 2004 года он умер в своем доме на Голливудских холмах из-за осложнений после пневмонии. Ему было 82 года. Его могила находится на Стоктонском кладбище в округе Сан-Хоакин в штате Калифорния.

## Фильмография
- 1950 — Французское пип-шоу  / The French Peep Show (документальный короткометражный)
- 1959 — Аморальный мистер Тис / The Immoral Mr. Teas
- 1959 — Это моё тело / This Is My Body (короткометражный)
- 1960 — Ева и мастер на все руки / Eve and the Handyman
- 1960 — Обнажённая камера / Naked Camera
- 1961 — Эротика / Erotica
- 1962 — Дикие девочки с голого запада / Wild Gals of the Naked West
- 1963 —  Неприкрытая Европа / Europe in the Raw
- 1963 — Небесные тела / Heavenly Bodies!
- 1963 — Небоскрёбы и бюстгальтеры / Skyscrapers and Brassieres (короткометражный)
- 1964 — Лорна / Lorna
- 1964 — Фанни Хилл[англ.]
- 1965 — Сладкая грязь / Mudhoney
- 1965 — Безумные мотоциклисты / Motor Psycho
- 1965 — Мочи, мочи их, киска! / Faster, Pussycat! Kill! Kill!
- 1966 — Мир топлесс / Mondo Topless
- 1967 — Рай в шалаше / Common Law Cabin
- 1967 — С добрым утром... и прощай! / Good Morning and… Goodbye!
- 1968 — Кто-то теряет, кто-то находит! / Finders Keepers, Lovers Weepers!
- 1968 — Мегера / Vixen!
- 1969 —  Черри, Гарри и Ракель / Cherry, Harry & Raquel![англ.][10]
- 1970 — За пределами долины кукол / Beyond the Valley of the Dolls
- 1971 — Семь минут / The Seven Minutes
- 1972 — Чёрная змея / Black Snake
- 1975 — Супермегеры / Supervixens
- 1976 — Встать! / Up!
- 1978 — Кто убил Бэмби? / Who Killed Bambi? (не завершён)
- 1979 — Долина блаженства / Beneath the Valley of the Ultra-Vixens
- 2001 — Пандора Пикс / Pandora Peaks